# Gibraltar Barbarians Rugby Club
Gibraltar Barbarians (también conocido como Gibraltar Rugby Football Club o Campo Gibraltar RFC) es un club de rugby de Gibraltar y de los alrededores del Campo de Gibraltar en España, que juega en Liga de Rugby de Andalucía. Juegan sus partidos de local en la ciudad de Guadiaro cerca de Sotogrande en la provincia de Cádiz.

## Historia
El Gibraltar Rugby Football Club fue fundado inmediatamente después de la Segunda Guerra Mundial. La popularidad del rugby en Gibraltar se acrecentó luego del retorno de los desplazados que habían aprendido a jugar el deporte en las escuelas inglesas o durante su servicio en las fuerzas armadas. Durante ese periodo se celebraban partidos entre los civiles y los militares asentados en el peñón, inicialmente era notoria la superioridad de los militares sobre los civiles, pero dicha situación empezó a cambiar en 1960. A mediados de esa década se creó una liga integrada por el Gibraltar RFC, un equipo del ejército británico, Marina Real británica, y Real Fuerza Aérea británica. Todos los partidos eran jugados en territorio español debido a la falta de un campo adecuado para la práctica en territorio gibraltareño. 
La clausura de la frontera entre Gibraltar y España en 1968 afectó la situación del deporte, puesto que empezó a perder popularidad. En 1985 la frontera reabierta y con esto la liga local una vez más recobraba un espacio importante en el calendario deportivo semanal de los gibraltareños. GRFC tuvo mucho éxito en la liga local y desde 1985 fue campeón en todas las ediciones salvo en tres. 
Durante los ochenta, el club jugó partidos contra clubes españoles, principalmente clubes de Sevilla y Madrid. 
La reducción del personal militar en 1991 y 1992, sumado al visto bueno por parte de la Federación Andaluza de Rugby (FAR) condujo a la participación de Gibraltar RFC en la Liga Andaluza de Rugby en la temporada 1992-93, cuando disputaron la Segunda División Regional. En la temporada 1995-96 logró su ascenso a la Primera División Regional. En su primero año en primera división se quedó muy cerca de lograr el título. 
Descendieron de la Primera División en la temporada 1998-99 y no volverían a ella hasta seis años después luego de lograr el ascenso en la temporada 2004-05. En su reestreno en Primera División quedaron en cuarto lugar; sin embargo no fueron capaces de cumplir con el requerimiento de presentar equipos juveniles por lo que perdieron la categoría al final de la temporada. Volvieron a ascender la temporada siguiente y desde entonces, hasta la temporada 2016-17 se han mantenido en Primera División. Lograron ser campeones en las temporadas 2011-12, 2012-13 y ocuparon el segundo lugar en la temporada 2013-14.

## Resumen de temporadas
| Temporada | Nivel        | Liga                  | Posición              |
| --------- | ------------ | --------------------- | --------------------- |
| 1992-93   | 4            | 2.ª División Andaluza | 1.º Gr. Sur           |
| 1993-94   | 4            | 2.ª División Andaluza | 1.º Gr. Sur           |
| 1994-95   | 4            | 2.ª División Andaluza |                       |
| 1995-96   | 4            | 2.ª División Andaluza | 1.º Gr. Sur (ascenso) |
| 1996-97   | 3            | Liga Andaluza         | 2.º Gr. A             |
| 1997-98   | 3            | Liga Andaluza         | 2.º Gr. A             |
| 1998-99   | 3            | Liga Andaluza         | 4.º Gr. A (descenso)  |
| 1999-2000 | 5            | 2.ª División Andaluza | 4.º Gr. B             |
| 2000-01   | 5            | 2.ª División Andaluza | 3.º Gr. Este          |
| 2001-02   | No participó | No participó          | No participó          |
| 2002-03   | 5            | 2.ª División Andaluza | 2.º Gr. Oeste         |
| 2003-04   | 5            | 2.ª División Andaluza | 2.º                   |
| 2004-05   | 5            | 2.ª División Andaluza | 1.º (ascenso)         |
| 2005-06   | 4            | Liga Andaluza         | 4.º (descenso)        |
| 2006-07   | 5            | 2.ª División Andaluza | 1.º (ascenso)         |

| Temporada | Nivel                        | Liga                         | Posición                     |
| --------- | ---------------------------- | ---------------------------- | ---------------------------- |
| 2007-08   | 4                            | Liga Andaluza                | 3.º                          |
| 2008-09   | 4                            | Liga Andaluza                | 3.º                          |
| 2009-10   | 4                            | Liga Andaluza                | -                            |
| 2010-11   | 4                            | Liga Andaluza                | 3.º                          |
| 2011-12   | 4                            | Liga Andaluza                | 1.º                          |
| 2012-13   | 3                            | Liga Andaluza                | 1.º                          |
| 2013-14   | 3                            | Liga Andaluza                | 2.º                          |
| 2014-15   | 3                            | Liga Andaluza                |                              |
| 2015-16   | 3                            | Liga Andaluza                |                              |
| 2016-17   | 3                            | Liga Andaluza                |                              |
| 2017-18   | Solo en categorías juveniles | Solo en categorías juveniles | Solo en categorías juveniles |
| 2018-19   | Solo en categorías juveniles | Solo en categorías juveniles | Solo en categorías juveniles |
| 2019-20   | Solo en categorías juveniles | Solo en categorías juveniles | Solo en categorías juveniles |
| 2020-21   | en juego                     | en juego                     | en juego                     |

- 14 temporadas en la Liga Andaluza (8 como 3.er nivel nacional y 6 como 4.º nivel)
- 10 temporadas en la 2.ª División Andaluza (4 como 4.º nivel y 6 como 5.º)

## Palmarés
| Torneo                           | Títulos                    | Subcampeonatos             | Años en los que fue campeón | Años en los que fue subcampeón |
| -------------------------------- | -------------------------- | -------------------------- | --------------------------- | ------------------------------ |
| Liga Andaluza                    | 2                          | 1                          | 2011-12, 2012-13            | 2013-14                        |
| 2.ª División Andaluza            | 2                          | 1                          | 2004-05, 2006-07            | 2003-04                        |
| Campeonato de Rugby de Gibraltar | varios (años desconocidos) | varios (años desconocidos) | varios (años desconocidos)  | varios (años desconocidos)     |